# Herguijuela de la Sierra (kommunhuvudort)
Herguijuela de la Sierra är en kommunhuvudort i Spanien.   Den ligger i provinsen Provincia de Salamanca och regionen Kastilien och Leon, i den centrala delen av landet, 200 km väster om huvudstaden Madrid. Herguijuela de la Sierra ligger 657 meter över havet och antalet invånare är 294.
Terrängen runt Herguijuela de la Sierra är kuperad. Runt Herguijuela de la Sierra är det glesbefolkat, med 11 invånare per kvadratkilometer. Närmaste större samhälle är La Alberca, 5,8 km nordväst om Herguijuela de la Sierra. I omgivningarna runt Herguijuela de la Sierra växer i huvudsak barrskog.